# 若松力
若松 力（わかまつ ちから、1977年12月18日 - ）は、日本の俳優である。東京都港区出身。血液型O型。文化学院文学科演劇コース卒業。父は俳優の若松武史。ジェイ・クリップ所属、過去の所属は小野事務所。

## 出演作品

### 舞台
- 劇団3○○ 「ガーデン 空の海、風の国」 （渡辺えり子演出、1997年）
- 遊行舎 「中世悪党伝」 （白石 征演出、1998年）
- 篠井英介主演 「毛皮のマリー」 （J.A.シーザー演出、1998年）
- 「Zenmai」 （渡辺えり子演出、Bunkamura／1998年）
- 「ファルスタッフ」 （白井 晃演出、Bunkamura／1999年）
- 「東海道四谷怪談」 （山崎 哲演出、トム・プロジェクト／1999年）
- 「ご存知 浅草パラダイス」 （久世光彦演出、新橋演舞場／2000年）
- カメレオン会議 「キリコの小舟」 （竹内銃一郎演出、2001年）
- 「21世紀グリムⅡ あの川を渡ろう」 （竹内銃一郎演出、彩の国さいたま芸術劇場／2001年）
- 海老扇 「シルエットロマンス」 （海老扇演出、2002年）
- 「21世紀グリムⅢ あらたま」 （竹内銃一郎演出、彩の国さいたま芸術劇場／2002年）
- 30-DELUX 「マホロバ」 （西森英行演出、2004年）
- EXILEプロデュース 「HEART of GOLD」 （永山耕三演出、2004年）
- 「城」 （松本 修演出、新国立劇場／2005年）

　　　※第13回読売演劇大賞 優秀作品賞受賞
- 子供のためのシェイクスピア　「リチャード三世」 （山崎清介演出、華のん企画／2006年）
- 「異人の唄／アンティゴネ」 （鐘下辰男演出、新国立劇場／2007年）
- 「焼肉ドラゴン」 （鄭義信演出、新国立劇場／2008年）

　　　※第8回朝日舞台芸術賞 グランプリ受賞
　　　※第16回読売演劇大賞 最優秀作品賞受賞
- 子供のためのシェイクスピア 「シンベリン」 （山崎清介演出、華のん企画／2008年）
- 子供のためのシェイクスピア 「マクベス」 （山崎清介演出、華のん企画／2009年）
- 「国盗人」 （野村萬斎演出、世田谷パブリックシアター／2009年）
- 劇団PATHOS PACK 「クリフ パーティ」 （石田恭子演出、2010年）
- 子供のためのシェイクスピア 「お気に召すまま」 （山崎清介演出、華のん企画／2010年）

　　　※第45回紀伊国屋演劇賞 団体賞受賞
- 「焼肉ドラゴン」 （鄭義信演出、新国立劇場／2011年）
- オフィス3○○「ゲゲゲのげ〜逢魔が時に揺れるブランコ〜」（渡辺えり演出、2011年8月1日-23日、杉並区立杉並芸術会館）
- 華のん企画「三人姉妹」（山崎清介演出、2011年10月26日-30日、あうるすぽっと）
- MODE「満ちる」（松本修演出、2012年3月22日-31日、座・高円寺）
- metro「なまず」（天願大介演出、2012年5月23日-27日、神楽坂die pratze）
- 子供のためのシェイクスピア「ヘンリー六世　Ⅲ／リチャード三世」（山崎清介演出、2012年7月14日-22日、あうるすぽっと）
- カムカムミニキーナ「ひーるべる」（松村武演出、2012年11月1日-11日、座・高円寺）
- metro「なまず」（天願大介演出、2013年5月8日-12日、シアターイースト）
- 子供のためのシェイクスピア「ジュリアス・シーザー」（山崎清介演出、2013年7月11日-16日、あうるすぽっと）
- 華のん企画「三人姉妹」（山崎清介演出、2013年10月24日-27日、あうるすぽっと）
- オーストラ・マコンドー「さらば箱舟」（倉本朋幸演出、2014年2月6日-16日、吉祥寺シアター）
- 子供のためのシェイクスピア「ハムレット」（山崎清介演出、2014年7月2日-6日、KAAT神奈川芸術劇場　2014年9月11日-15日、あうるすぽっと）
- 劇場へいこう！「旅とあいつとお姫さま」（テレーサ・ルドヴィコ演出、2014年9月24日-10月5日、座・高円寺）
- 劇団PATHOS PACK「Cafe アオギリ」（宇梶剛士演出、2015年1月、シアターウエスト）
- SWANNY 「猫の首に血」（千木良悠子演出、2015年6月25日-6月28日、世田谷パブリックシアター）
- 子供のためのシェイクスピア「ロミオとジュリエット」（山崎清介演出、2015年7月16日-9月13日、あうるすぽっと）
- 劇場へいこう！「旅とあいつとお姫さま　ファイナル公演」（テレーサ・ルドヴィコ演出、2015年9月24日-10月4日、座・高円寺）
- 子供のためのシェイクスピア「オセロー」（山崎清介演出、2016年7月14日-7月19日、あうるすぽっと）
- イエローヘルメッツ「シンベリン」（山崎清介演出、2024年8月25日、富士見市民文化会館 キラリ☆ふじみ 2024年8月28日-9月1日、すみだパークシアター倉 2024年9月6日-9月8日、かなっくホール）[1]
- オイディプス王（2025年2月21日 - 24日、パルテノン多摩 大ホール 2025年3月1日、SkyシアターMBS）[2]

### ドラマ
- ドS刑事（日本テレビ） - 神宮司尚義 役
- 24時間テレビ スペシャルドラマ（日本テレビ）　- 山田完治 役
- 大河ドラマ 新選組! （NHK）　- 谷万太郎 役
- 未解決事件Vol.5 ロッキード事件（NHK）
- 家族が家族であるために（BS-TBS）
- 愛してCRAZY～狂言『因幡堂』より～（TOKYO MX） - 西島健太郎 役
- 下町ロケット 最終回（TBS）
- 花嫁のれん（東海TV）
- 24 JAPAN #23（2021年3月19日、テレビ朝日）
- クロステイル 〜探偵教室〜 第1話（2022年4月9日、東海テレビ・フジテレビ）
- 警部補ダイマジン（2023年7月7日 - 9月1日、テレビ朝日） - 竹村光一 役
- JKと六法全書 第3話（2024年5月3日、テレビ朝日） - 刑事 役[3]

### 映画
- 「信号ばか」（菅田良哉監督、1990年）
- 「陸に上った軍艦」（新藤兼人脚本・山本保博監督、2007年） -吉田副班長役
- 「落語娘」（中原俊監督、2008年） -三松家順平太役
- 「クライマーズ・ハイ」（原田眞人監督、2008年） -川島役
- 「座頭市 THE LAST」（阪本順治監督、2010年） -彦蔵役
- 「聯合艦隊司令長官　山本五十六」（成島出監督、2011年）